# Кордицепс однобокий
Кордицепс однобокий (лат. Ophiocordyceps unilateralis) — вид грибов, паразитирующих на муравьях-древоточцах вида Camponotus leonardi. Обнаружен в 1859 году британским натуралистом Альфредом Уоллесом. Распространён в тропических лесах.

## Описание
Особенность этого гриба в том, что он изменяет поведение организма-хозяина, проявляя так называемую адаптивную манипуляцию паразита. Через 2−3 недели после попадания гриба в организм заражённый муравей уходит из колонии, забирается на высоту около 30 см северной части растения и закрепляется на листе, впиваясь челюстями в жилку — грибы тем самым обеспечивают себе наилучшее положение для распространения спор. После смерти муравья гриб прорастает сквозь всё его тело, а из головы вырастает красно-коричневое плодовое тело. Умершие муравьи продолжают распространять споры гриба, а кутикула муравья становится как бы защитным футляром для паразита. Гриб вырастает в два раза больше, чем длина муравья, после чего приступает к половому размножению. Для такого манипулирования поведением кордицепс однобокий образует внутри тела муравья сложную клеточную сеть, которая оплетает все внутренние органы и на химическом уровне контролирует каждый уголок его организма, но при этом не проникает в центральную нервную систему хозяина.
Паразитические грибки этого вида ещё 48 млн лет назад управляли поведением муравьёв, о чём говорит окаменелость, найденная на территории немецкого карьера Мессель.